# Communauté de communes Gâtinais-Val de Loing
Die Communauté de communes Gâtinais-Val de Loing (offizielle Schreibweise: Communauté de communes Gâtinais Val de Loing, inoffiziell auch: Communauté de communes Gâtinais Val-de-Loing) ist ein französischer Gemeindeverband mit der Rechtsform einer Communauté de communes im Département Seine-et-Marne in der Region Île-de-France. Sie wurde am 31. Dezember 2009 gegründet und umfasst 20 Gemeinden. Der Verwaltungssitz befindet sich im Ort Château-Landon.

## Mitgliedsgemeinden
| Gemeinde                                     | Einwohner 1. Januar 2022 | Fläche km² | Dichte Einw./km² | Code INSEE | Postleitzahl |
| -------------------------------------------- | ------------------------ | ---------- | ---------------- | ---------- | ------------ |
| Arville                                      | 140                      | 11,31      | 12               | 77009      | 77890        |
| Aufferville                                  | 482                      | 17,74      | 27               | 77011      | 77570        |
| Beaumont-du-Gâtinais                         | 1.136                    | 16,59      | 68               | 77027      | 77890        |
| Bougligny                                    | 730                      | 16,31      | 45               | 77045      | 77570        |
| Bransles                                     | 529                      | 13,85      | 38               | 77050      | 77620        |
| Chaintreaux                                  | 831                      | 23,92      | 35               | 77071      | 77460        |
| Château-Landon                               | 3.150                    | 29,35      | 107              | 77099      | 77570        |
| Chenou                                       | 295                      | 13,74      | 21               | 77110      | 77570        |
| Égreville                                    | 2.164                    | 31,84      | 68               | 77168      | 77620        |
| Gironville                                   | 161                      | 13,71      | 12               | 77207      | 77890        |
| Ichy                                         | 158                      | 7,80       | 20               | 77230      | 77890        |
| La Madeleine-sur-Loing                       | 351                      | 6,16       | 57               | 77267      | 77570        |
| Lorrez-le-Bocage-Préaux                      | 1.244                    | 19,90      | 63               | 77261      | 77710        |
| Maisoncelles-en-Gâtinais                     | 139                      | 8,58       | 16               | 77271      | 77570        |
| Mondreville                                  | 330                      | 20,27      | 16               | 77297      | 77570        |
| Obsonville                                   | 120                      | 7,08       | 17               | 77342      | 77890        |
| Poligny                                      | 802                      | 27,34      | 29               | 77370      | 77167        |
| Souppes-sur-Loing                            | 4.974                    | 27,63      | 180              | 77458      | 77460        |
| Vaux-sur-Lunain                              | 232                      | 8,47       | 27               | 77489      | 77710        |
| Villebéon                                    | 464                      | 16,45      | 28               | 77500      | 77710        |
| Communauté de communes Gâtinais-Val de Loing | 18.432                   | 338,04     | 55               | –          | –            |